# ロバート・クルーガー
ロバート・クルーガー（Robert Kruger、1988年4月28日 - ）は、南アフリカ共和国出身のラグビーユニオン選手。

## プロフィール
- ポジションはロック(LO)、フランカー(FL)。
- 身長 193cm、体重 113kg

## 略歴
6歳からラグビーを始めた。
ノースウエスト大学、ライオンズを経て、2018年、NTTコミュニケーションズシャイニングアークスに加入。同年9月7日に行われたジャパンラグビートップリーグ第2節のサントリーサンゴリアス戦に先発出場で日本での公式戦初出場を果たす。
2020年、NTTコミュニケーションズシャイニングアークスを退団した。
2021年シーズンから、豊田自動織機シャトルズに加入した。